# Lagodechi-Schneeglöckchen
Das Lagodechi-Schneeglöckchen (Galanthus lagodechianus) ist eine Pflanzenart aus der Gattung der Schneeglöckchen (Galanthus) in der Familie der Amaryllisgewächse (Amaryllidaceae).

## Merkmale
Das Lagodechi-Schneeglöckchen ist eine ausdauernde krautige Pflanze, die Wuchshöhen von 7 bis 20, selten bis 30 Zentimeter erreicht. Dieser Geophyt bildet eine Zwiebel als Überdauerungsorgan aus, die mehr oder weniger kugelförmig ist und 1 bis 2,5 (3) × 1,3 bis 2,5 (3) Zentimeter misst. Die einfachen Laubblätter sind meist glänzend, nur selten matt, haben keinen blassen Mittelstreifen und messen zur Blütezeit 7,5 bis 18 × 0,5 bis 1 (1,2) Zentimeter, später bis 45 × 1,5 Zentimeter. Der Fleck am Ende der inneren [Blütenhüllblätter] ist meist v-förmig.
Die Blütezeit ist meist im März, selten beginnt sie bereits im Februar und dauert bis April.
Die Chromosomenzahl beträgt 2n = 72.

## Vorkommen
Das Lagodechi-Schneeglöckchen kommt im Zentral- und Ost-Kaukasus von Russland bis Aserbaidschan und Armenien in Falllaub-Mischwäldern in Höhenlagen von 800 bis 2400 Meter vor. Der Name bezieht sich auf die Stadt Lagodechi beziehungsweise den dortigen Lagodechi-Nationalpark im äußersten Osten Georgiens, wo die Art 1947 erstmals von der georgischen Botanikerin Liubow Kemularia-Natadse beschrieben wurde.

## Nutzung
Das Lagodechi-Schneeglöckchen wird selten als Zierpflanze für Gehölzgruppen und Staudenbeete genutzt. Es ist seit ungefähr 1975 in Kultur.

## Synonyme
Synonyme sind: Galanthus ketzkhovelii Kem.-Nath., Galanthus cabardensis Koss, Galanthus kemulariae Kuth.